# Khỉ đuôi sư tử

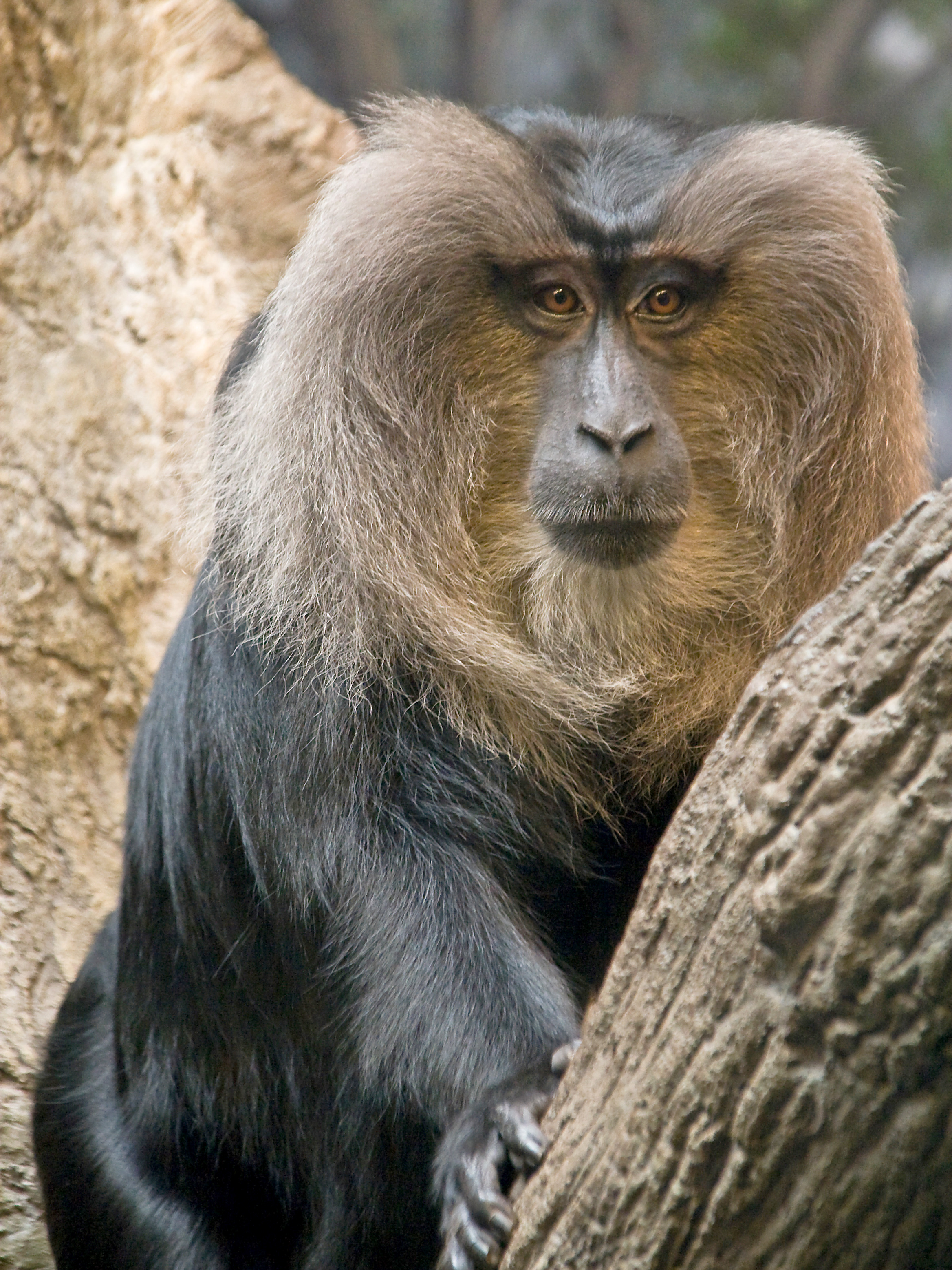
Chi tiết đầu - chụp ở sở thú Cincinnati

Khỉ đuôi sư tử (danh pháp khoa học: Macaca silenus) là một loài khỉ Cựu thế giới bản địa Tây Ghats của Nam Ấn Độ. Chúng có cái bờm nhìn giống sư tử.

## Đặc điểm
Lông đầu loài khỉ này màu vàng neon sáng. Đặc điểm nổi bật là bờm màu bạc bao quanh đầu từ đầu xuống cằm. Mặt không có lông màu đen. Chiều dài từ đầu đến đuôi từ 45–60 cm và cân nặng là 3–10 kg, nó là một trong những loài macca nhỏ nhất. Đuôi dài trung bình với chiều dài khoảng 25 cm với chỏm đuôi giống đuôi sư tử. Chỏm đuôi con đực phát triển hơn của con cái.
Thời gian mang thai là khoảng sáu tháng. Con non trẻ được chăm sóc trong một năm. Thành thục sinh dục đạt được bốn năm đối với co cái, sáu năm đối với con đực. Tuổi thọ trong tự nhiên là khoảng 20 năm, trong khi bị giam cầm 30 năm.